# Бала (град)
Вижте пояснителната страница за други значения на Бала.
Ба̀ла (на английски: Bala; на уелски: Y Bala, Ъ Ба̀ла) е град в Северен Уелс, графство Гуинед. Разположен е около река Дий на северния бряг на езерото Бала на около 40 km северозападно от английския град Шрюсбъри. На около 45 km на северозапад от Бала е главният административен център на графството Карнарвън. Има туристическа теснолинейка, която пътува до езерото Бала. Населението му е 1980 жители според данни от преброяването през 2001 г.

## Спорт
Представителният футболен отбор на града се казва ФК Бала Таун. Участник е в Уелската Висша лига.